# O Nosso Cônsul em Havana
O Nosso Cônsul em Havana é uma série de televisão portuguesa de drama realizada por Francisco Manso. A série estreou a 7 de junho de 2019, na RTP1, e concluiu a transmissão a 20 de setembro de 2019.

## Sinopse
A série abordará o período em que Eça de Queiroz desempenhou a sua primeira missão consular em Havana, Cuba, entre 1872 e 1874.

## Elenco
- Elmano Sancho como Eça de Queiroz
- Mafalda Banquart como Mollie Bidwell
- Leonor Seixas como Anna Conover
- Jorge Pinto como General Bidwell
- Luísa Cruz como Mary Bidwell
- Pedro Frias como Sanchez Moralles
- Joana Carvalho como Dona Antónia
- Rodrigo Santos como Vicente Torradellas
- Ivo Arroja como Juan
- João Lagarto
- António Capelo
- José Eduardo como Paco
- Ricardo Barbosa como José Fontana
- Bruno Schiappa
- Joaquim Nicolau como Esteves
- Marques D'Arede
- Manuela Paulo como Márcia
- Bernardo Alves como Eça Jovem

## Episódios
| N.º | Título            | Exibição original      | Audiência (espectadores) | Audiência (share) |
| --- | ----------------- | ---------------------- | ------------------------ | ----------------- |
| 1   | "Episódio n.º 1"  | 7 de junho de 2019     | ASD                      | ASA               |
| 2   | "Episódio n.º 2"  | 14 de junho de 2019    | ASD                      | ASA               |
| 3   | "Episódio n.º 3"  | 21 de junho de 2019    | ASD                      | ASA               |
| 4   | "Episódio n.º 4"  | 28 de junho de 2019    | ASD                      | ASA               |
| 5   | "Episódio n.º 5"  | 12 de julho de 2019    | ASD                      | ASA               |
| 6   | "Episódio n.º 6"  | 2 de agosto de 2019    | ASD                      | ASA               |
| 7   | "Episódio n.º 7"  | 9 de agosto de 2019    | ASD                      | ASA               |
| 8   | "Episódio n.º 8"  | 16 de agosto de 2019   | ASD                      | ASA               |
| 9   | "Episódio n.º 9"  | 23 de agosto de 2019   | ASD                      | ASA               |
| 10  | "Episódio n.º 10" | 30 de agosto de 2019   | ASD                      | ASA               |
| 11  | "Episódio n.º 11" | 6 de setembro de 2019  | ASD                      | ASA               |
| 12  | "Episódio n.º 12" | 13 de setembro de 2019 | ASD                      | ASA               |
| 13  | "Episódio n.º 13" | 20 de setembro de 2019 | ASD                      | ASA               |